# Casinaria ambigua
Casinaria ambigua är en stekelart som först beskrevs av Henry Keith Townes, Jr. 1945.  Casinaria ambigua ingår i släktet Casinaria och familjen brokparasitsteklar. Inga underarter finns listade.